# Bulbophyllum acutilingue
Bulbophyllum acutilingue là một loài phong lan thuộc chi Bulbophyllum.